# マーカス・ジョーンズ
マーカス・ジョーンズ（Marcus Jones、1973年8月15日 - ）は、アメリカ合衆国ノースカロライナ州ジャクソンビル出身の総合格闘家、元プロアメリカンフットボール選手。アメリカン・トップチーム所属。

## 来歴
ノースカロライナ大学チャペルヒル校でアメリカンフットボール選手として活躍、1996年にNFLのタンパベイ・バッカニアーズのドラフト1巡目に指名を受け、2002年までの約7年間、同チームでプロ選手として活動した。ポジションはディフェンシブエンドだった。

### TUF
2009年、リアリティ番組「The Ultimate Fighter」のシーズン10に参加。シーズンではクイントン・"ランペイジ"・ジャクソン率いるチーム・ランペイジに所属。過酷なトレーニングや膝の故障に苦しみつつも、トーナメント1回戦ではチーム・ラシャドのマイク・ヴェッセルを相手に腕ひしぎ十字固めで一本勝ちを収め、チーム・ランペイジ8名の中で唯一の2回戦進出者となった。
その後、2回戦ではチーム・ラシャドのダリル・スクーノヴァーをKOで降し準決勝に進出するも、同じくチーム・ラシャドのブレンダン・ショーブにパウンドでKO負けを喫した。
12月5日に行われたフィナーレでは自身と同じ元NFLプレイヤーのマット・ミトリオンと対戦したが、2ラウンド開始直後にダウンを奪われ、そのままKO負けを喫した。

## 戦績
| 総合格闘技 戦績 | 総合格闘技 戦績 | 総合格闘技 戦績 | 総合格闘技 戦績 | 総合格闘技 戦績 | 総合格闘技 戦績 | 総合格闘技 戦績 |
| --------------- | --------------- | --------------- | --------------- | --------------- | --------------- | --------------- |
| 6 試合          | (T)KO           | 一本            | 判定            | その他          | 引き分け        | 無効試合        |
| 4 勝            | 3               | 1               | 0               | 0               | 0               | 0               |
| 2 敗            | 2               | 0               | 0               | 0               | 0               | 0               |

| 勝敗 | 対戦相手             | 試合結果                           | 大会名                                    | 開催年月日     |
| ×    | マット・ミトリオン   | 2R 0:10 KO（右フック→パウンド）    | The Ultimate Fighter: Heavyweights Finale | 2009年12月5日  |
| ○    | ジョン・フアレス     | 1R 1:39 TKO（パンチ連打）          | XCF: Rumble in Racetown 1                 | 2009年2月14日  |
| ○    | マイク・オットマン   | 1R 1:24 TKO（パンチ連打）          | Revolution Fight Club 2                   | 2008年12月19日 |
| ×    | ダニエル・ペレス     | 1R 1:26 KO（パンチ連打）           | WFC 6: Battle in the Bay                  | 2008年3月22日  |
| ○    | エデュアルド・ボーザ | 1R 2:32 TKO（パンチ連打）          | RFC 10: Bad Blood                         | 2007年11月10日 |
| ○    | ウィル・モーラ       | 1R 1:02 チキンウィングアームロック | WFC 5: Cage Wars                          | 2007年10月26日 |